# Protekcjonizm
Protekcjonizm (z łac. protectio ‘opieka, ochrona’ i gr. ismos ‘wiedza’) – pogląd gospodarczy, którego celem jest ochrona produkcji i handlu krajowego przed konkurencją zagraniczną, głównie za pomocą ceł nakładanych na przywożone towary oraz koncesji i kwot importowych.

## Opis
W stosunku do rynku krajowego głównym narzędziem tej polityki są cła przywozowe i cła eksportowe oraz subsydia. Ochrona produkcji krajowej może również dotyczyć rynków eksportowych, narzędziem ochrony są w tym przypadku premie eksportowe.
Niektóre państwa wykorzystują pozacelne formy protekcjonizmu, takie jak przepisy sanitarno-zdrowotne, przepisy o ochronie środowiska naturalnego w odniesieniu do towarów importowanych na ich terytorium.
Protekcjonizm może także dotyczyć ochrony waluty własnego kraju. Protekcjonizm walutowy (protectionism of the currency) polega na stosowaniu odpowiednich restrykcji, których celem jest sterowanie ruchem kursu rynkowego waluty w kierunku zgodnym z polityką gospodarczą rządu.
Za moment odwrotu od idei liberalnych i przejście do protekcjonizmu uznaje się rok 1873 i wybuch kryzysu gospodarczego.
Protekcjonizm często prowadził do wojny celnej: pomiędzy Francją i Włochami (1887-1898), pomiędzy Francją i Szwajcarią (1893-1895), pomiędzy Niemcami a Rosją (1893) oraz ostatnia najbardziej odczuwalna dla Europy, pomiędzy Ameryką a państwami europejskimi (1930), tj. „Ustawa Smoota-Hawleya” podpisana 17 czerwca 1930 roku w Stanach Zjednoczonych zwiększała do rekordowych poziomów cła na ponad 20 tysięcy towarów importowych czego m.in. efektem było spowolnienie gospodarcze i wzrost bezrobocia i jedną z kilku głównych przyczyn depresji w Niemczech.
W 1845 roku Frédéric Bastiat opublikował satyrę pt. Petycja producentów świec, wyśmiewającą politykę protekcjonizmu.
David Hume natomiast twierdził, że osiąganie stałej nadwyżki handlowej jest niemożliwe, ponieważ napływ pieniędzy do kraju spowoduje wzrost cen, a przez to towary staną się mniej konkurencyjne i spadnie eksport. Z tego powodu Hume sprzeciwiał się protekcjonizmowi.

## Cele
- Poprawa terms of trade (przy spełnieniu pewnych warunków co do popytu i podaży) – inna forma korzystnego wpływu protekcjonizmu na gospodarkę, dzieje się wtedy gdy eksporter zagraniczny po wprowadzeniu cła utrzymuje cenę na niezmienionym poziomie, bo spada cena importu netto (bez cła). Samo cło, tylko częściowo wliczone w cenę, również przyczynia się do poprawy terms of trade.
- Powstrzymanie napływu taniej siły roboczej – ochrona przemysłu (szczególnie branży pracochłonnych) przed niskim kosztem zagranicznej siły roboczej.
- Pomoc w przywróceniu pełnego zatrudnienia – gdy w gospodarce występuje bezrobocie, w modelu keynesistowskim przy spadku skłonności do importu (co osiągnąć można dzięki protekcjonizmowi) wzrasta wskaźnik mnożnika – powoduje to wyższy poziom popytu zagregowanego i zatrudnienia przy niezmiennym poziomie wydatków autonomicznych.

W krajach rozwijających się protekcjonizm jest niezbędnym elementem zabezpieczającym własny przemysł tych krajów przed importem tańszych i lepszych towarów zagranicznych, umożliwiającym własnym artykułom wejście na rynki światowe oraz właściwe wykorzystanie niewielkich zasobów dewizowych. Jednocześnie im słabszy gospodarczo kraj, tym mniej możliwości bronienia swej gospodarki przed „swobodną konkurencją” i zmuszony jest importować dobra inwestycyjne po narzuconych mu wysokich cenach, a zbywać surowce po cenach niskich.

## Środki protekcjonistyczne
Aby osiągnąć cele protekcjonistyczne, stosowano różne środki:
- Ochrona technologii, patentów, wiedzy technicznej i naukowej[5][6][7].

- Zapobieganie przejmowaniu kontroli nad krajowymi firmami przez zagranicznych inwestorów[8][9].

- Taryfy: generalnie, taryfy (lub podatki) są stosowane do towarów importowanych. Taryfy generalnie różnią się w zależności od rodzaju importowanych towarów. Taryfy przywozowe zwiększą koszty ponoszone przez importerów i podniosą cenę towarów importowanych na rynkach lokalnych, ograniczając w ten sposób ilość towarów importowanych, co będzie sprzyjać producentom lokalnym. Taryfy mogą być również nakładane na eksport, a w gospodarce o płynnym kursie walutowym taryfy eksportowe mają podobne skutki jak taryfy importowe. Ponieważ jednak taryfy wywozowe są często postrzegane jako „krzywdzące” dla lokalnych gałęzi przemysłu, podczas gdy taryfy przywozowe są postrzegane jako „pomocne” dla lokalnych gałęzi przemysłu, taryfy wywozowe są rzadko wprowadzane.

- Kontyngenty importowe: zmniejszenie ilości, a tym samym wzrost ceny rynkowej towarów importowanych. Skutki gospodarcze kontyngentu przywozowego są podobne do skutków taryfy, z tą różnicą, że dochody podatkowe uzyskane dzięki taryfie zostaną rozdzielone między tych, którzy otrzymują pozwolenia na przywóz. Ekonomiści często sugerują, aby licencje na przywóz były sprzedawane na aukcji oferentowi, który złożył najwyższą ofertę, lub aby kontyngenty przywozowe zostały zastąpione równoważną taryfą.

- Bariery administracyjne: kraje są czasami oskarżane o wykorzystywanie swoich różnych przepisów administracyjnych (np. dotyczących bezpieczeństwa żywności, norm środowiskowych, bezpieczeństwa elektrycznego itp.)

- Prawodawstwo antydumpingowe: „dumping” jest praktyką przedsiębiorstw sprzedających na rynki eksportowe po cenach niższych od cen stosowanych na rynkach krajowych. Zwolennicy ustaw antydumpingowych argumentują, że zapobiegają one importowi tańszych towarów z zagranicy, które spowodowałyby zamknięcie lokalnych firm. W praktyce jednak przepisy antydumpingowe są zazwyczaj wykorzystywane do nakładania ceł handlowych na zagranicznych eksporterów.

- Subsydia bezpośrednie: subsydia rządowe (w formie płatności ryczałtowych lub tanich pożyczek) są czasami przyznawane lokalnym firmom, które nie są w stanie dobrze konkurować z importem. Mówi się, że dotacje te mają „chronić” lokalne miejsca pracy i pomagać lokalnym firmom w dostosowaniu się do rynków światowych.
- Subsydia eksportowe: Rządy często stosują subsydia eksportowe w celu zwiększenia eksportu. Subsydia wywozowe mają odwrotny skutek niż taryfy wywozowe, ponieważ eksporterzy otrzymują płatność, która jest procentem lub proporcją wartości wywozu. Subsydia eksportowe zwiększają wielkość handlu i, w kraju o płynnym kursie wymiany, mają podobne skutki jak subsydia importowe.

- Kontrola kursu walutowego: Rząd może interweniować na rynku walutowym w celu zmniejszenia wartości swojej waluty poprzez sprzedaż swojej waluty na rynku walutowym. Jeśli to zrobi, zwiększy koszty importu i zmniejszy koszty eksportu, co doprowadzi do poprawy bilansu handlowego. Taka polityka jest jednak skuteczna tylko w krótkim okresie, gdyż w dłuższym okresie doprowadzi do wzrostu inflacji w kraju, co z kolei zwiększy realny koszt eksportu i obniży relatywną cenę importu.

- Międzynarodowe systemy patentowe: istnieje argument za uznaniem krajowych systemów patentowych za przykrywkę dla protekcjonistycznej polityki handlowej na szczeblu krajowym. Istnieją dwa aspekty tego argumentu: jeden, kiedy patenty jednego kraju są częścią systemu względnej przewagi, którą można wykorzystać w negocjacjach handlowych przeciwko innemu krajowi, i drugi, kiedy przestrzeganie globalnego systemu patentowego nadaje status „dobrego obywatelstwa” pomimo „de facto protekcjonizmu”. Peter Drahos wyjaśnia, iż „'państwa zdały sobie sprawę, że systemy patentowe mogą być użyte do ukrycia protekcjonistycznych strategii. Przystąpienie do systemów własności intelektualnej przynosiło państwom również korzyści związane z reputacją. Można było uczestniczyć w różnych rewizjach konwencji paryskiej i berneńskiej, brać udział w kosmopolitycznym dialogu moralnym na temat potrzeby ochrony owoców pracy twórczej i geniuszu wynalazczego... wiedząc przez cały czas, że krajowy system własności intelektualnej jest użyteczną bronią protekcjonistyczną”'[10].

- Kampanie polityczne na rzecz konsumpcji krajowej (np. kampania „Kupuj to, co amerykańskie” w Stanach Zjednoczonych, która może być postrzegana jako pozaprawna promocja protekcjonizmu).

- Preferencyjne wydatki rządowe, takie jak Buy American Act(inne języki), ustawodawstwo federalne, które nakłania rząd Stanów Zjednoczonych do preferowania produktów wyprodukowanych w USA w swoich zakupach.